# آی‌ان‌اس پاندیچری (ام۶۱)
آی‌ان‌اس پاندیچری (ام۶۱) (به انگلیسی: INS Pondicherry (M61)) یک کشتی است. این کشتی در سال ۱۹۷۸ ساخته شد.